# Cerkiew Kazańskiej Ikony Matki Bożej w Cytowianach
Cerkiew Kazańskiej Ikony Matki Bożej – cerkiew prawosławna w Cytowianach, wzniesiona w latach 1873–1875. 

## Historia
Pierwsza cerkiew prawosławna w Cytowianach powstała w 1872, jednak już w rok później cerkiew została rozebrana i zostały podjęte prace nad nową świątynią, ukończoną w 1875. W 1931 parafianie chcieli wznieść przy budynku dom przeznaczony dla proboszcza i szkółki niedzielnej, nie otrzymali jednak zezwolenia rządowego. 
Po II wojnie światowej cerkiew straciła status parafialnej i miała zostać zamknięta. Władze stalinowskie planowały umieścić w niej magazyn, zaś w 1953 zażądały wydania budynku z powodu słabej kondycji finansowej bractwa cerkiewnego, chociaż Eparchia wileńska i litewska była gotowa wyrównać wszystkie długi. 
Obecnie cerkiew nadal jest pomocniczą świątynią parafii Świętych Piotra i Pawła w Szawlach. W latach 90. XX wieku była remontowana. Nabożeństwa w niej odbywają się kilka razy w roku.

## Architektura

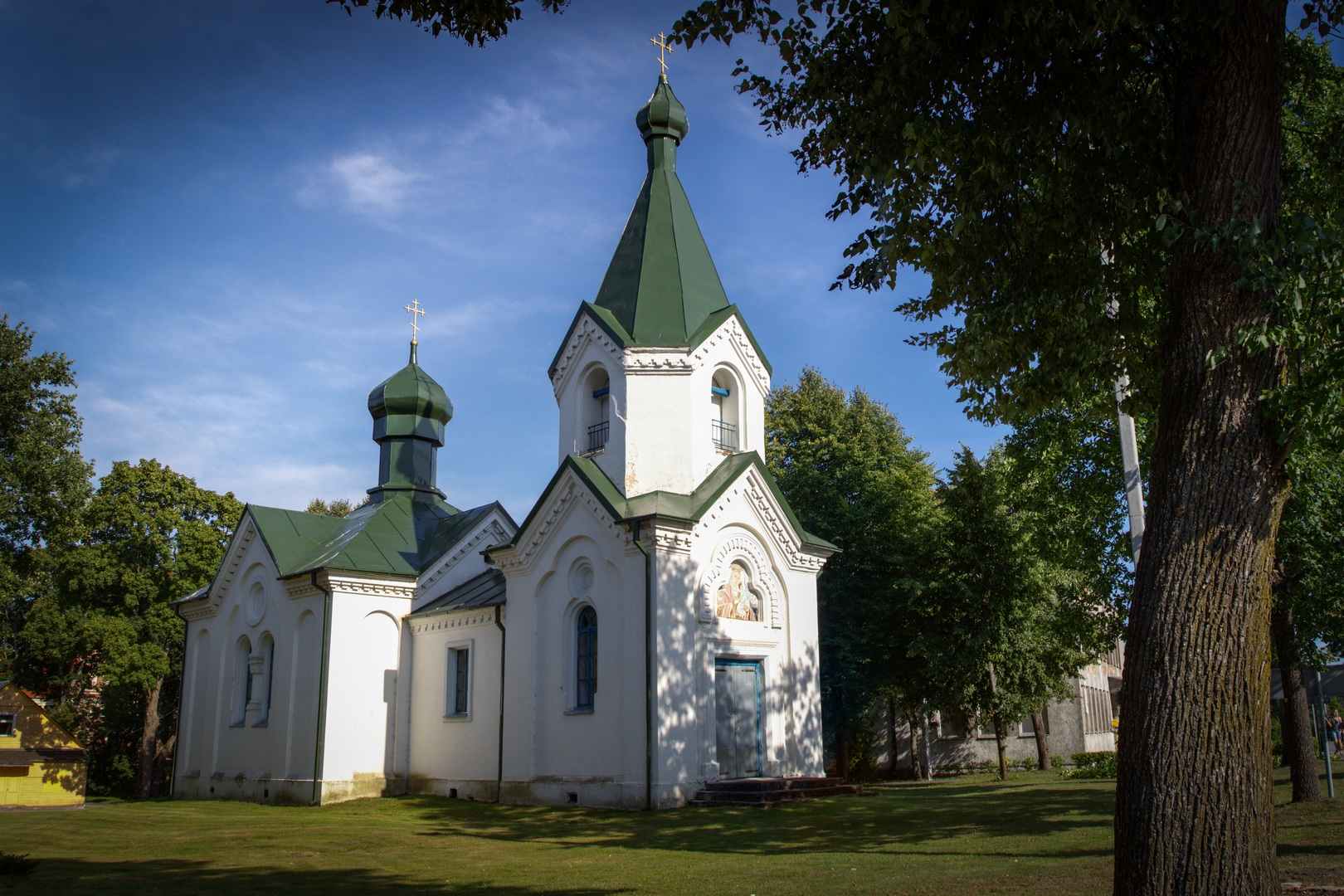
Widok ogólny (2013)

Cerkiew w Cytowianach jest budowlą jednonawową, trójdzielną, z dzwonnicą położoną nad przedsionkiem i pojedynczą sygnaturką zwieńczoną kopułą nad prezbiterium. Na zewnątrz malowana jest na biało, z mozaiką przedstawiającą Matkę Bożą nad wejściem. Dekorowana fryzami z motywami geometrycznymi, rozmieszczenie jej półkolistych i okrągłych okien naśladuje styl gotycki. W dzwonnicy znajduje się jedna półkolista blenda.
We wnętrzu zachował się dziewiętnastowieczny, malowany na błękitno ikonostas oraz zabytkowe chorągwie cerkiewne. Świątynia posiada jeden ołtarz.